# Lars Hemmingsson
Lars Anders Hemmingsson, född den 16 maj 1939, död 8 december 2015 i Solna församling, var en svensk redaktör, bland annat verksam som hallåman och sändningsledare vid Sveriges Radio och chef för företagets programpresentatörer och sändningsledare.
Lars Hemmingsson var år 1989 en av grundarna av Jussi Björlingsällskapet. Han var dess ordförande mellan 1995 och 2004. Därefter var han sällskapets hedersordförande.
Jussi Björlingsällskapets ordförande Bengt Krantz skrev i sina minnesord: "Hemmingsson är en av de sista representanterna för en stolt och värdig kategori inom mediebranschen, Radiomannen".
Hemmingsson är gravsatt i Gustav Vasa kyrkas kolumbarium i Stockholm.